# 埃文代爾 (科羅拉多州)
埃文代爾（英語：Avondale）是位於美國科羅拉多州普韋布洛縣的一個人口普查指定地區。

## 地理
埃文代爾的座標為38°14′18″N 104°21′17″W / 38.23833°N 104.35472°W，而該地最高點為海拔高度1339米（即4557英尺）。

## 人口
根據2010年美國人口普查的數據，埃文代爾的面積為9.70平方千米，當中陸地面積為9.50平方千米，而水域面積為0.20平方千米。當地共有人口974人，而人口密度為每平方千米100人。